# Mariage homosexuel au Vietnam
Le mariage homosexuel n'existe pas au Vietnam, bien qu'une autre forme d'union du même sexe soit reconnue. Une nouvelle loi sur le mariage a été adoptée par le parlement en 2000. En 2013, des débats s'effectuent à l'Assemblée nationale prévus jusqu'en octobre 2013.

## Histoire
En mai 2012, un couple d'homosexuels originaire de Hà Tiên organise un mariage traditionnel et public, mais est arrêté par les autorités locales. Cet événement a largement été médiatisé au Viêt Nam, menant à des tensions et des débats. Deux mois plus tard, le ministre vietnamien de la Justice, Ha Hung Cuong, annonce que le gouvernement envisagerait une légalisation du mariage homosexuel ; selon lui, « dans l'ordre de conserver les libertés individuelles, le mariage pour tous devrait être légalisé. » Le sujet devrait être débattu à l'Assemblée nationale pour le printemps 2013,. Cependant, en février 2013, le ministre de la Justice demande que l'Assemblée nationale évite toute action avant 2014. En juin 2013, le ministre de la justice propose une loi contre la prohibition du mariage homosexuel et de la cohabitation des couples homosexuels. Des débats à l'assemblée nationale devraient avoir lieu jusqu'en octobre 2013.

## Loi
L'article 64 de la constitution vietnamienne note que « la famille est le fondement de la société. L'État protège la famille et la société [...]. » Le mariage entre deux individus du même sexe est explicitement interdit d'après l'article 10.5 du loi de 2000 sur le mariage vietnamien : Luật Hôn nhân và Gia đình.

## Opinion publique
Un sondage effectué en décembre 2012 démontre que 37 % de la population vietnamienne se dit favorable à la légalisation du mariage homosexuel, tandis que 58 % s'y oppose.
En 2016, 45% se prononçait de manière favorable, 25% contre et 30% ne se prononçait pas.